# Wim Anderiesen
Willem Gerardus (Wim) Anderiesen, ook wel aangeduid als Wim Anderiesen sr., (Amsterdam, 27 november 1903 – aldaar, 18 juli 1944) was een Nederlands voetballer.

## Biografie
Samen met zijn broer Henk Anderiesen en Henk Twelker kwam hij in 1925 naar Ajax. Eerder speelde hij op zeventienjarige leeftijd bij Romein in de Amsterdamse Volksvoetbalbond, omdat degene die daar normaal stond geroyeerd was omdat hij zijn contributie niet had betaald. Daarna speelde hij bij 't Gooi. In het dagelijks leven was Wim Anderiesen politieagent. 
In het seizoen 1928/29 speelde hij voor APGS (Amsterdamse Politie Gymnastiek- & Sportvereniging) dat uitkwam in de derde klasse. 
Na dat jaar keerde hij terug bij Ajax. Met enige regelmaat moest hij wedstrijden laten schieten omdat hij dienst had op zondag. Soms nota bene zelfs in het voetbalstadion. Later ging hij aan de slag als portier bij De Nederlandsche Bank, zodat het voetballen zonder problemen doorgang kon vinden.
In totaal speelde Anderiesen 309 officiële wedstrijden (waarvan 230 competitieduels) waarin hij twintigmaal scoorde. Zijn eerste wedstrijd voor Ajax speelde hij op 4 oktober 1925 tegen Feyenoord. Zijn laatste wedstrijd speelde hij op 26 mei 1940 tegen Haarlem. Ook speelde hij met het Nederlands elftal in totaal 46 interlands, een Ajax-record dat pas in 1979 door Ruud Krol werd verbroken.
In 1944 kwam hij in het Amsterdamse Wilhelmina Gasthuis (in de oorlog Wester Gasthuis geheten) op 40-jarige leeftijd te overlijden aan een longontsteking. Hij werd begraven op de Oosterbegraafplaats.

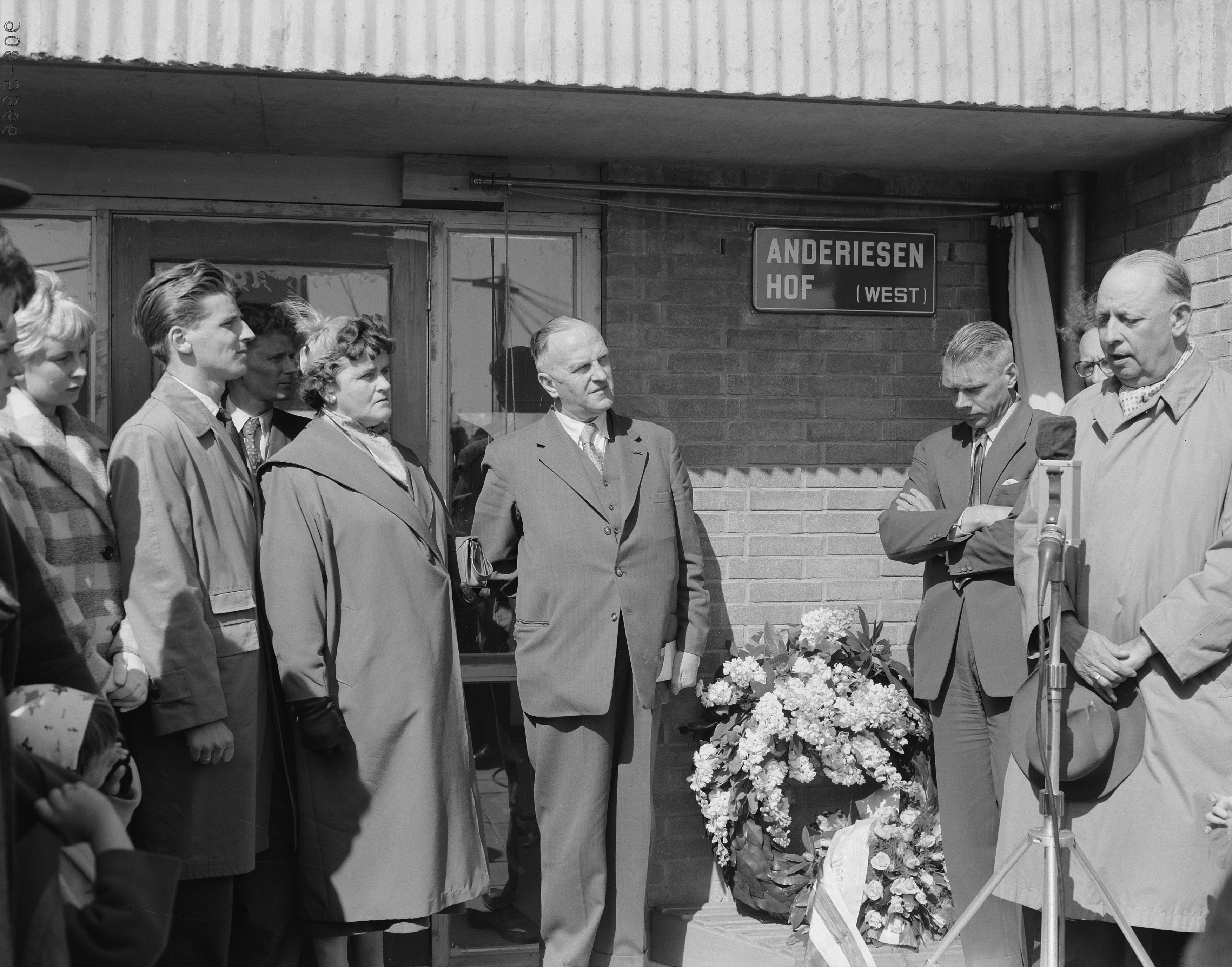

Op 16 mei 1957 opende de gemeente Amsterdam een hofje in de wijk Geuzenveld dat ter nagedachtenis naar hem werd genoemd: het Anderiesenhof. Het was de eerste straat in Amsterdam die naar een Ajacied is genoemd. Na de sloop van de oorspronkelijke bebouwing uit 1957 tussen 2006 en 2008 kwam er nieuwbouw en werd een nieuwe straat vernoemd in Andriesenstraat.
Zijn zoon Wim Anderiesen jr. speelde tussen 1951 en 1961 ook als voetballer voor Ajax.